# Área metropolitana de Ibagué
El área metropolitana de Ibagué es propuesta integrada por su municipio principal Ibagué, y los municipios aledaños a esta Cajamarca, Alvarado, Venadillo y Piedras, pertenecientes todos al departamento del Tolima. Su núcleo político y económico es también el municipio de Ibagué.

## Conformación del área metropolitana
Esta propuesta, estaría conformada los siguientes municipios:
| Ibagué                                     | 1.439 | 542.046 |
| Alvarado                                   | 311   | 9.277   |
| Cajamarca                                  | 800   | 19.312  |
| Venadillo                                  | 358   | 13.217  |
| Coello                                     | 350   | 8.498   |
| Piedras                                    | 361   | 7.034   |
| Total                                      | 3.261 | 599.384 |
| Estimación para 2023 realizado por el DANE |       |         |